# Martín Fiz
Martín Fiz Martín (* 3. März 1963 in Vitoria-Gasteiz) ist ein ehemaliger spanischer Langstreckenläufer, Weltmeister im Marathonlauf (1995) und zweifacher Olympionike (1996, 2000).

## Werdegang
Martín Fiz belegte 1982 bei den Juniorenweltmeisterschaften im Crosslauf Platz 16. Von 1989 bis 1995 nahm er an den Crosslauf-Weltmeisterschaften teil, 1990, 1991 und 1995 gewann er Bronze in der Mannschaftswertung. Bei den Olympischen Spielen 1992 in Barcelona schied er im 5000-Meter-Lauf genauso im Vorlauf aus wie bei den Leichtathletik-Europameisterschaften 1990 in Split und den Leichtathletik-Weltmeisterschaften 1991 in Tokio.
1993 absolvierte Fiz seinen ersten Marathon, im Jahr darauf gewann er in 2:10:31 h bei den Europameisterschaften 1994 in Helsinki seinen ersten großen Titel, und im Jahr darauf siegte er beim Rotterdam-Marathon in 2:08:57 h. Bei den Weltmeisterschaften 1995 holte er sich den Titel in 2:11:41 h. Im Frühjahr des darauffolgenden Jahres gewann er den Seoul International Marathon in 2:08:25 h.

### Olympische Spiele 1996
Beim Marathon der Olympischen Spiele 1996 in Atlanta gehörte Fiz lange zur Spitzengruppe und wurde am Ende in 2:13:20 h Vierter.
Bei den Weltmeisterschaften 1997 wurde er in 2:13:21 h Zweiter mit fünf Sekunden Rückstand auf seinen Landsmann Abel Antón. Bei den Weltmeisterschaften 1999 in Sevilla wurde er Achter in 2:16:17 h.
1997 gewann er den Biwa-See-Marathon mit seiner Bestzeit von 2:08:05 h. 1999 und 2000 folgten zwei weitere Siege bei diesem Rennen.

### Olympische Spiele 2000
Bei den Olympischen Spielen 2000 in Sydney wurde er Sechster in 2:13:06 h.
2001 beendete er seine professionelle Karriere, nachdem er beim Madrider Millennium-Marathon den elften Platz in 2:17:11 h belegt hatte.
2009 siegte er als Hobbyläufer beim Halbmarathonbewerb des Mallorca-Marathons. Ihm zu Ehren findet seit 2003 in seiner Heimatstadt der Martín-Fiz-Marathon statt.

## Bestzeiten
- 3000 m: 7:50,17 min, 30. Juli 1990, Getxo
- 5000 m: 13:20,01 min, 17. Juli 1991, Rom
- 10.000 m: 27:49,61 min, 1. Juli 1998, Barakaldo
- Halbmarathon: 1:01:08 h, 29. September 1996, Grevenmacher
- Marathon: 2:08:05 h, 2. März 1997, Ōtsu